# Ordine di Mwalimu Julius Kambarage Nyerere
L'Ordine di Mwalimu Julius Kambarage Nyerere è la più alta onorificenza della Tanzania. Prende il nome da Julius Nyerere, primo presidente dello stato.
L'onorificenza è stata istituita nel 2011 dal presidente tanzaniano Jakaya Kikwete in occasione del 50º anniversario dell'indipendenza del Paese per rendere omaggio ai precedenti presidenti della Tanzania. Al presidente Nyerere l'onorificenza è stata conferita alla memoria.
Il nastro dell'onorificenza ha una striscia gialla e una blu ai lati e al centro una striscia nera bordata da due strisce gialle.

## I riconoscimenti
| Nome              | Nazione  | Titolo                                         |
| ----------------- | -------- | ---------------------------------------------- |
| Julius Nyerere    | Tanzania | 1º Presidente e padre fondatore della Tanzania |
| Ali Hassan Mwinyi | Tanzania | 2º Presidente della Tanzania                   |
| Benjamin Mkapa    | Tanzania | 3º Presidente della Tanzania                   |